# Ulrik Knuth
Ulrik Gustav Adam greve Knuth (27. januar 1911 på Østergård i Mern Sogn – 13. januar 2004) var kammerherre, hofjægermester og godsejer, bror til Torben Knuth.
Han var søn af kammerherre, hofjægermester, greve Kristian Knuth og hustru Antoinette f. Sponneck, blev student fra Haslev Gymnasium og lærte landvæsen 1931-40, på landbrugsskole 1936-37. Han blev sekondløjtnant i Livgarden 1936 og var bestyrer af Stenagergård ved Mesinge 1940-50 og ejer af Lilliendal hovedgård 1951-71 og skovgods 1963-72. Knuth var medlem af Øster Egesborg Sogneråd 1958-70.
Han blev gift 12. juli 1940 med Tove f. Bille-Brahe-Selby (f. 23. oktober 1915), datter af kammerherre, hofjægermester, baron Daniel Bille-Brahe-Selby og hustru Ingeborg f. Blechingberg.